# Znělá alveolopalatální frikativa
Znělá alveolopalatální frikativa je souhláska, která se vyskytuje v některých jazycích. V mezinárodní fonetické abecedě se označuje symbolem ʑ, číselné označení IPA je 183, ekvivalentním symbolem v SAMPA je z\.

## Charakteristika
- Způsob artikulace: třená souhláska (frikativa), patřící mezi sykavky. Vytváří se pomocí úžiny (konstrikce), která se staví do proudu vzduchu, čímž vzniká šum – od toho též označení úžinová souhláska (konstriktiva).
- Místo artikulace: dásňopatrová souhláska (alveolopalatála). Úžina se vytváří mezi jazykem a dásňovým obloukem a zároveň i tvrdým patrem. Přiblížení hřbetu jazyka k tvrdému patru je těsnější než u ʒ.
- Znělost: znělá souhláska – při artikulaci hlasivky kmitají. Neznělým protějškem je ɕ.
- Ústní souhláska – vzduch prochází při artikulaci ústní dutinou.
- Středová souhláska – vzduch proudí převážně přes střed jazyka spíše než přes jeho boky.
- Pulmonická egresivní hláska – vzduch je při artikulaci vytlačován z plic.

## V češtině
V češtině se tato hláska nevyskytuje.

## V jiných jazycích

### Polština
V polštině je tato hláska zaznamenávána jako tzv. měkké Ź, ź (srov. tvrdé ż [ʐ]). Vyslovuje se tak i psané /z/ před /i/: zi [ʑi]. Ve skupinách zia, zie, zio, ziu [ʑa, ʑɛ, ʑɔ, ʑu] se /i/ nevyslovuje, ale měkčí předchozí /z/.